# Abondant (cépage)
Pour la commune française, voir Abondant.
L’abondant est un cépage blanc d'origine française.

## Origine et répartition géographique
Il provient d'un semis de Sylvaner (selon Truel) obtenu par le lorrain Alexandre Wanner. Il est autorisé à la culture dans les départements de Moselle, Bas-Rhin et Haut-Rhin.
Sa culture n'est plus qu'anecdotique dans le nord-est de la France. Il est passé de 21 ha en 1958 à 1 ha en 1994.

## Caractères ampélographiques
- Extrémité du jeune rameau à forte densité de poils couchés.
- Jeunes feuilles de couleur vertes.
- Feuilles adultes de grande taille, entières avec un sinus pétilaire peu ouvert à bords parallèles ou à lobes légèrement chevauchant, des dents courtes à côté convexes, un limbe gaufré et face inférieure, une densité de poils dressés et couchés.

## Aptitudes culturales
Ce cépage débourre trois jours avant le Chasselas B et sa maturité est de deuxième époque : 2 semaines et demie après le Chasselas B.
C'est un cépage vigoureux, fertile même en taille courte. Son débourrement précoce l'expose aux gelées printanières. Il est sensible à la pourriture grise.

## Potentiel technologique
Les grappes et les baies sont grosses. Il donne des vins peu alcooliques et plats.

## Synonymes
L'Abondant est aussi connu sous le nom de Wanner.